# آنتای
آنتای (به لاتین: Antai) یک منطقهٔ مسکونی در کیریباتی است. آنتای ۲٬۰۲۰ نفر جمعیت دارد.